# Matthias Merz
Matthias Merz, född 1 februari 1984 är en schweizisk orienterare med ett flertal mästerskapsmedaljer. Merz slutade trea i  världscupen åren 2008, 2011 och 2012 samt har bland annat tagit både  VM-guld i långdistans och stafett samt  VM-silver i lång- och sprintdistans.
Merz representerade vid tävlingar i Norden OK Tisaren 2002-2005 samt 2012.